# EPSXe
ePSXe – emulator konsoli PlayStation. Pierwsza wersja ePSXe została wydana 14 października 2000 roku. Wydano wersje na Microsoft Windows oraz Linuksa, program rozpowszechniany jest na licencji freeware.

## Wtyczki
ePSXe wyposażony jest w system niezbędnych do działania wtyczek, w które użytkownik musi zaopatrzyć się samodzielnie. Rozwiązanie to umożliwia uniezależnienie się twórców od sposobu emulacji danego podzespołu, np. GPU, SPU, czy napędu CD-ROM, a skupienie się nad samą emulacją. Wspomniany system wtyczek po raz pierwszy zastosowano w emulatorach PSEmu oraz PSEmu Pro. Ponieważ BIOS konsoli objęty jest prawami autorskimi i jego rozpowszechnianie jest nielegalne, użytkownik musi również dostarczyć emulatorowi prawidłowy jego obraz również obsługiwany przez system wtyczek. Od wersji 1.9.25 dodano wsparcie dla BIOSu niskiego poziomu, co oznacza, że nie konieczne jest już używanie oryginalnego BIOSu PlayStation.
ePSXe potrafi uruchamiać gry PlayStation prosto z płyty lub z obrazu płyty radząc sobie przy tym ze znaczną liczbą tytułów. Emulator uważany jest za jeden z lepszych dla tej konsoli, przy czym należy podkreślić, iż jego jakość i wydajność zdeterminowana jest przez rodzaj i użyte ustawienia wtyczek oraz konfigurację sprzętową.
Najważniejsze rodzaje wtyczek to:
- GPU – wtyczki graficzne, większość obsługuje technologię Direct3D, OpenGL lub Glide i rozprowadzana jest na licencjach freeware lub GNU General Public License,
- SPU – wtyczki umożliwiające emulację dźwięku,
- CD-ROM – wtyczki służące do emulacji obsługi napędu CD: do odczytu obrazów płyt, jak również specjalne służące do nagrywania procesu gry itp.,
- Input – wtyczki obsługujące urządzenia wejścia takie jak Dżojpady,
- Network – wtyczki sieciowe pozwalające na grę przez sieć lokalną oraz internet.

## Wymagania systemowe
| minimalne - procesor Pentium 200 MMX, - 64 MB RAM, - karta graficzna z akceleracją 3D, - napęd CD-ROM x16, - system operacyjny Windows 98/Me/2000/NT/XP/7/8/10, Linux. | zalecane - procesor Pentium II 500 lub szybszy, - 256 MB RAM, - karta graficzna z akceleracją 3D, - napęd CD-ROM x32 lub szybszy. |